# Nuova Verolese Calcio ASD
Nuova Verolese Calcio Associazione Sportiva Dilettantistica byl italský fotbalový klub sídlící ve městě Verolanuova. Klub byl založen v roce 1911, zanikl v roce 2012.

## Umístění v jednotlivých sezonách
| Sezóny  | Liga                        | Úroveň | Z  | V  | R  | P  | VG | OG | +/− | B  | Pozice |
| ------- | --------------------------- | ------ | -- | -- | -- | -- | -- | -- | --- | -- | ------ |
| 2008/09 | Serie D – sk. B             | 5      | 34 | 9  | 12 | 13 | 36 | 37 | −1  | 39 | 11.    |
| 2009/10 | Serie D – sk. C             | 5      | 38 | 12 | 10 | 16 | 40 | 63 | −23 | 46 | 14.    |
| 2010/11 | Serie D – sk. D             | 5      | 34 | 1  | 3  | 30 | 14 | 87 | −73 | 6  | 18.    |
| 2011/12 | Eccellenza Lombardy – sk. C | 6      | 34 | 7  | 14 | 13 | 43 | 47 | −4  | 35 | 14.    |